# رأس سيدي بوسعيد

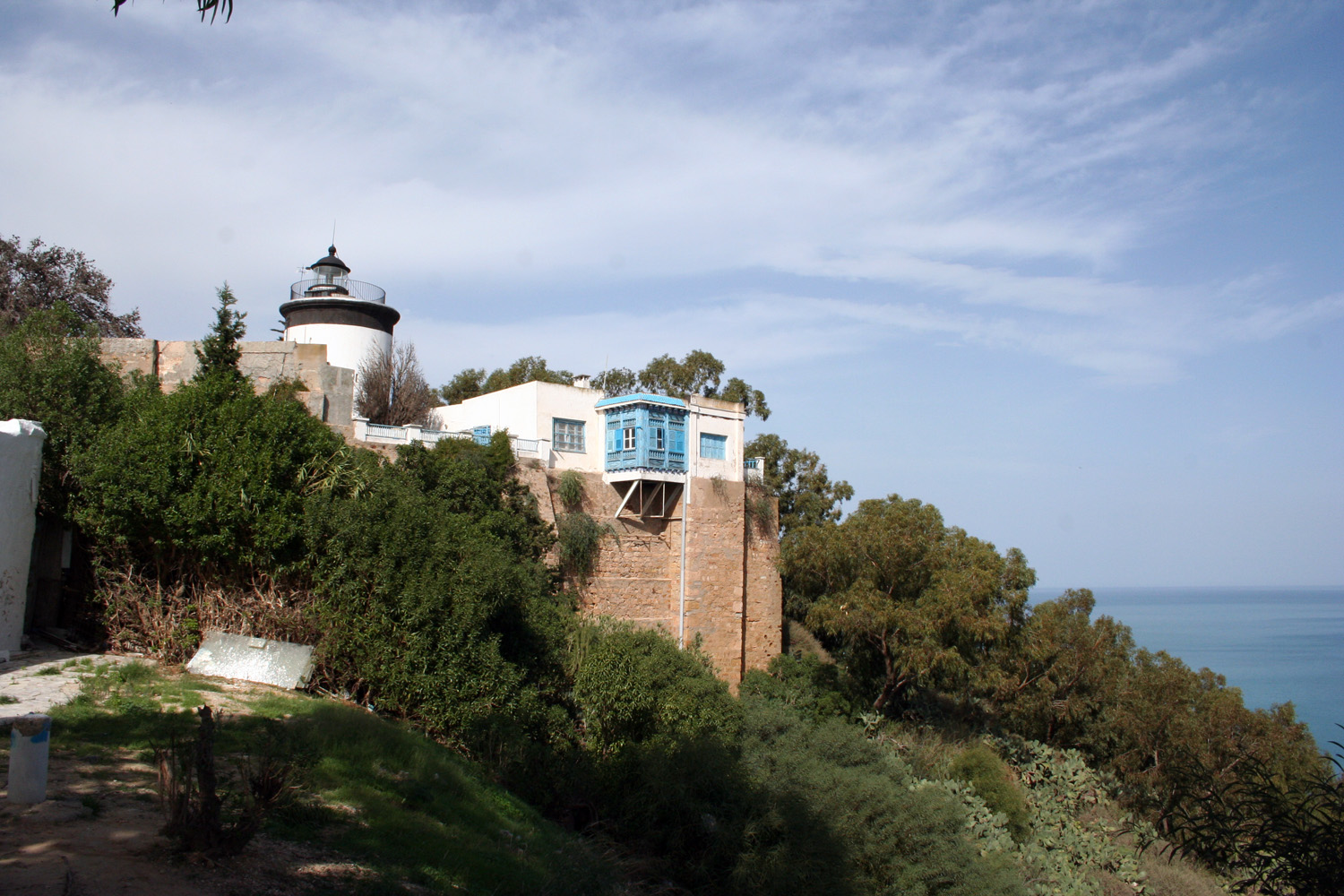
ناظور سيدي بوسعيد (رأس سيدي بوسعيد)

رأس سيدي بوسعيد، ويُعرف أحيانًا برأس قرطاج، هو رأس بحري يقع في الضاحية الشمالية الشرقية للعاصمة التونسية تونس، وتحديدًا قرب بلدة سيدي بوسعيد. يتميز الرأس بموقعه الجغرافي الذي يتيح إطلالة بانورامية على خليج تونس، مما يجعله نقطة استراتيجية ومقصداً سياحياً بارزاً.
يمتد الرأس ضمن حدود بلدية سيدي بوسعيد التي تشتهر بطابعها المعماري الأندلسي والمغاربي، وهو قريب من عدد من المواقع الأثرية والتاريخية، من بينها موقع قرطاج الأثري، الذي يُعد من أبرز معالم التراث العالمي في تونس والمسجل ضمن قائمة اليونسكو للتراث العالمي منذ عام 19791.
تُستغل هذه المنطقة اليوم في أنشطة سياحية وثقافية، كما تشكل محوراً للمراقبة البحرية والإشراف على الممرات البحرية في خليج تونس.